# تيم ماثيسون
تيم ماثيسون (بالإنجليزية: Tim Matheson)‏ (و. 1947 – م) هو مخرج تلفزيوني، وممثل، ومخرج سينمائي، وممثل تلفزيوني من الولايات المتحدة الأمريكية . ولد في غلينديل، كاليفورنيا .

## فيلموجرافيا
بعض منها
| أعمال            | الدور/الوظيفة        |
| ---------------- | -------------------- |
| The Smile        | فايس                 |
| Child's Play     | هنري كاسلن           |
| 6 Balloons       | جاري                 |
| Hart Of Dixie S4 | دكتور. بريك بريلاند  |
| Hart Of Dixie S3 | الدكتور بريك بريلاند |
| Hart Of Dixie S2 | دكتور. بريك بريلاند  |
| Hart of Dixie    |                      |
| Drop Dead Fred   | تشارلز               |
| قوة الماغنوم     |                      |
| فانتازيا         | الراوي               |

## روابط خارجية
- تيم ماثيسون على موقع IMDb (الإنجليزية)
- تيم ماثيسون على موقع ألو سيني (الفرنسية)
- تيم ماثيسون على موقع أول موفي (الإنجليزية)
- تيم ماثيسون على موقع قاعدة بيانات الأفلام السويدية (السويدية)
- تيم ماثيسون على موقع إن إن دي بي (الإنجليزية)
- تيم ماثيسون على موقع قاعدة بيانات الفيلم (الإنجليزية)
- تيم ماثيسون على موقع كينوبويسك (الروسية)